# Paul Bunyan

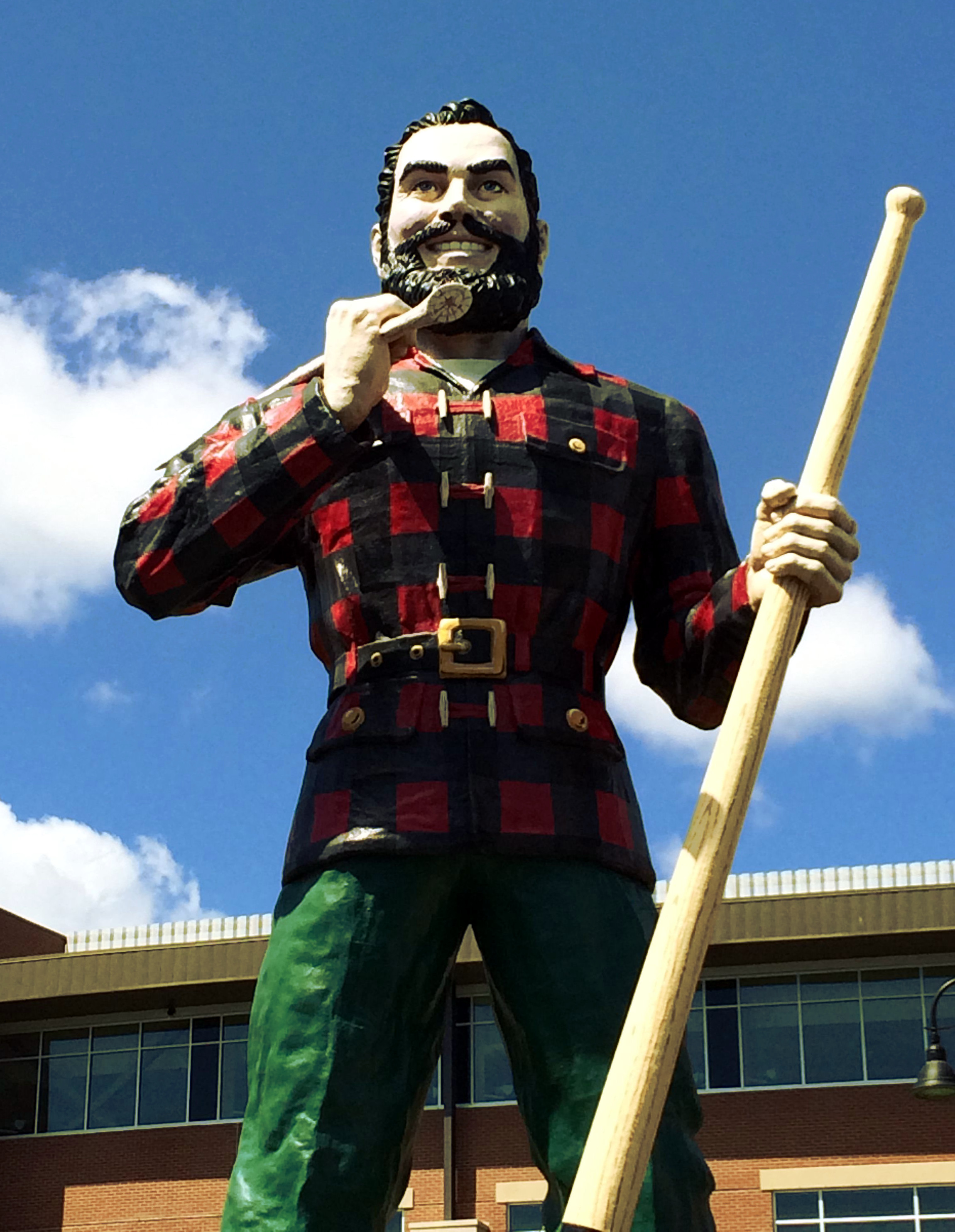
Socha Paula Bunyana ve městě Bangor (Maine)

Paul Bunyan je fiktivní postava v americké lidové slovesnosti. Mezi obyvateli Divokého západu bylo velmi oblíbené vyprávění o dřevorubci, který vynikal obrovskou postavou a nadlidskou silou. Použití nadsázky dalo těmto dobrodružstvím označení tall tales: například se říkalo, že Paul byl už jako novorozenec tak velký, že ho přinesli tři čápi. Jeho pánev na smažení byla velká jako kluziště a hrachovou polévku si vařil ve zřídlech. Grand Canyon údajně vznikl tak, že Paul na tomto místě za sebou táhl svou sekeru. Věrným průvodcem Paula Bunyana byl obří modrý býk jménem Babe, je také zmiňována jeho milá Lucette a pomocník Johnny Inkslinger. Ústně tradované příběhy zapsal roku 1910 novinář James MacGillivray a podle jeho verze vytvořil roku 1916 William B. Laughead reklamní leták pro dřevařskou společnost, který učinil z Paula Bunyana hrdinu americké populární kultury.
Několik amerických měst láká turisty na historku, že jsou rodištěm Paula Bunyana. Jeho obrovské sochy se nacházejí v Klamathu (Kalifornie), Bangoru (Maine), Bemidji (Minnesota), Portlandu a na dalších místech. Benjamin Britten složil roku 1941 na libreto Wystana Hugha Audena operetu Paul Bunyan. Les Clark natočil roku 1958 v produkci The Walt Disney Company animovaný film Paul Bunyan, který byl nominován na Oscara. Postava je zmíněna také v knize Johna Dos Passose USA, v hororovém románu Stephena Kinga To, ve filmu Fargo a v epizodě seriálu Simpsonovi Tulácké báchorky. Pavel Šrut zpracoval předlohu pro české čtenáře v knize Obr jménem Drobeček.
Kanadskou protiváhou Paula Bunyana je Big Joe Mufferaw.